# 城東 (弘前市)
城東（じょうとう）は、青森県弘前市の地名。郵便番号は036-8095。

## 地理
青森県道109号弘前平賀線が横断し、JR奥羽本線沿線東側に位置する町。北は城東中央、東は外崎、南は川先、西は南大町・表町に接する。

## 歴史

### 沿革
- 1973年（昭和48年） - 外崎・和徳の一部から分離、城東一・二丁目になる。
- 1976年（昭和51年）～現在 - 城東一～五丁目になる。

### 地名の由来
当地が弘前城の東に位置することにちなむ。

## 世帯数と人口
2017年（平成29年）6月1日現在の世帯数と人口は以下の通りである。
| 丁目       | 世帯数    | 人口    |
| ---------- | --------- | ------- |
| 城東一丁目 | 227世帯   | 416人   |
| 城東二丁目 | 141世帯   | 256人   |
| 城東三丁目 | 249世帯   | 520人   |
| 城東四丁目 | 333世帯   | 637人   |
| 城東五丁目 | 397世帯   | 771人   |
| 計         | 1,347世帯 | 2,600人 |

## 施設

### 教育
- めぐみ保育園

### 医療
- めぐみ歯科医院
- 弘前歯科中央クリニック
- 山内整形外科

### 金融
- 青森みちのく銀行弘前東支店

### 商業
- ヤマザキデイリーストア弘前城東店

### 探偵
- 弘前興信所

## 小・中学校の学区
市立小・中学校に通う場合、学区は以下の通りとなる。
| 大字       | 番・番地 | 小学校             | 中学校             |
| ---------- | -------- | ------------------ | ------------------ |
| 城東一丁目 | 一部     | 弘前市立豊田小学校 | 弘前市立第五中学校 |
| 城東一丁目 | 一部     | 弘前市立大成小学校 | 弘前市立第三中学校 |
| 城東二丁目 | 全域     | 弘前市立豊田小学校 | 弘前市立第五中学校 |
| 城東三丁目 | 全域     | 弘前市立豊田小学校 | 弘前市立第五中学校 |
| 城東四丁目 | 全域     | 弘前市立豊田小学校 | 弘前市立第五中学校 |
| 城東五丁目 | 全域     | 弘前市立豊田小学校 | 弘前市立第五中学校 |

## 交通
- 弘南バス
  - 城東二丁目（弘前駅 - 川先・小比内経由 - さくら野弘前店）停留所。
  - 城東二丁目・城東三丁目（城東環状100円バス、さくら野弘前店 - 駒越・聖愛高校線）停留所。